# Anna Enquist

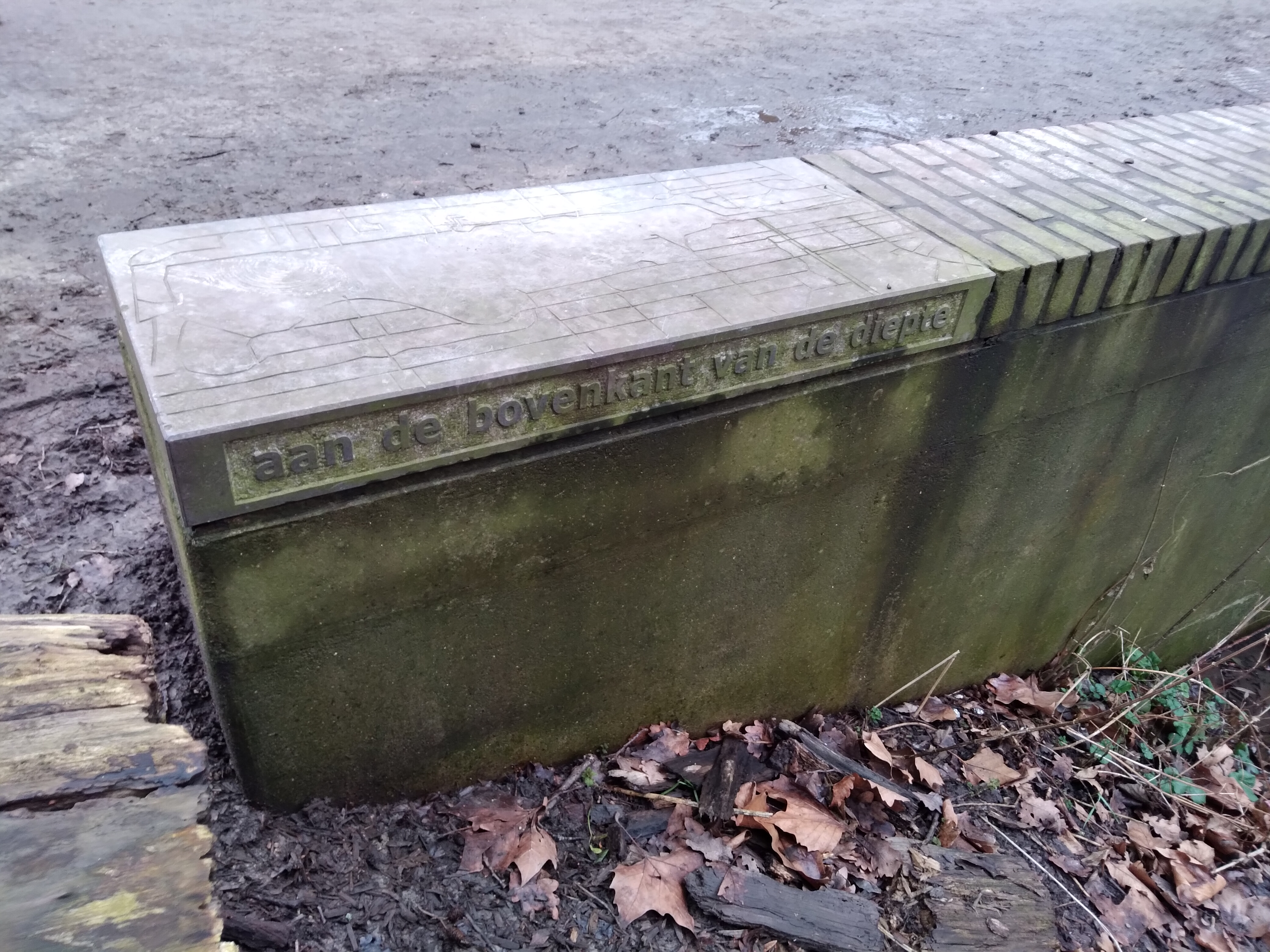
"Aan de bovenkant van de diepte" uit "Stuwmeer" op een duiker in het Vondelpark (januari 2021)

Anna Enquist (Amsterdam, 19 juli 1945) is het pseudoniem van de Nederlandse schrijfster en dichteres Christa Widlund-Broer. Ze is psychoanalytica en debuteerde in 1991 met de poëziebundel Soldatenliederen. Met haar eerste roman Het Meesterstuk (1994) vestigde ze meteen haar naam als schrijfster.
Veel romans en bundels van Enquist zijn ook uitgebracht als E-boek, grootletterboek of luisterboek (voorgelezen door Enquist zelf) of Daisy-luisterboek, en daarnaast in diverse talen vertaald.

## Biografie
Enquist groeide op in Delft als oudste kind en dochter van Lambertus Johannes Folkert (Bert) Broer (1916–1991) en Gabriëlle Elberta (Lina) van Delden (1916–2017). Haar vader was van 1949 tot 1960 hoogleraar in de aero- en hydrodynamica aan de TH Delft en daarna tot 1981 hoogleraar en vakgroepvoorzitter theoretische natuurkunde aan de TH Eindhoven. Enquist studeerde na het gymnasium-A klinische psychologie in Leiden. Daarna studeerde ze piano aan het Koninklijk Conservatorium (Den Haag), met bijvak cello. Daarna doceerde ze psychologie in Amsterdam en begon begin jaren 80 aan een gespecialiseerde opleiding psychoanalyse. In 1987 begon ze haar werk als psychoanalytica en stopte ze met haar muzikale carrière. Tegelijkertijd begon ze gedichten te schrijven. Het tijdschrift Maatstaf publiceerde in 1988 haar eerste gedichten. In 1991 kwam haar eerste dichtbundel uit: Soldatenliederen. Haar eerste roman "Het meesterstuk" werd gepubliceerd in 1994 en is geschreven op het stramien van de opera Don Giovanni van Mozart. Het boek kwam in de boeken-top tien en werd bekroond met de Debutantenprijs.
Beide ambities uit haar leven, muziek en de psychoanalyse, zijn terug te vinden in haar literaire werk. Zo is een van de twee hoofdpersonen in de roman Het Geheim een pianiste.
Ongeveer tien jaar na haar debuut als schrijfster kreeg Enquist veel bekendheid door haar bespiegelingen rond voetbal, die gepubliceerd werden in Hard gras.
Enquist trouwde met de Zweedse cellist Bengt Widlund, met wie ze twee kinderen kreeg. Op 3 augustus 2001 kwam hun toen 27-jarige dochter Margit op de Dam te Amsterdam om het leven bij een verkeersongeluk, toen zij op haar fiets werd overreden door een vrachtwagen zonder dodehoekspiegel die afsloeg naar rechts. Mede dankzij Enquist werd zo'n spiegel bij vrachtwagens verplicht gesteld vanaf 2003. Het tragische verlies komt terug in haar roman Contrapunt (2008), waarin het hoofdpersonage als pianist probeert Bachs Goldbergvariaties te doorgronden, om het verlies van haar dochter te verwerken.
Als stadsdichter van Amsterdam 2014-2015 schreef Enquist onder meer drie teksten voor zitbankjes geplaatst boven de Noord/Zuidlijn, zoals aan de Ferdinand Bolstraat. In 2007 was er al een tekst van haar verwerkt op een duiker in het Vondelpark.

## Literaire prijzen
- 1992 – De C. Buddingh'-prijs voor nieuwe Nederlandse poëzie, voor Soldatenliederen.
- 1993 – De Lucy B. en C.W. van der Hoogtprijs, voor Jachtscènes.
  - genomineerd voor de Europese Literatuurprijs.
- 1995 – De Debutantenprijs, voor de roman Het meesterstuk.
- 1997 – De Trouw Publieksprijs, voor de roman Het geheim.
- 2005 - De Gedichtendagprijs voor Essentie van het missen uit de bundel De Tussentijd.
- 2005 – De Taalunie Toneelschrijfprijs 2005, voor het stuk Struisvogels op de Coolsingel samen met Antoine Uitdehaag en Anne Vegter.

## Jurylid voor literaire prijzen
- De C. Buddingh'-prijs (1993)
- De P.C. Hooft-prijs (1994)
- De Herman Gorterprijs (1994)
- De Lucy B. en C.W. van der Hoogtprijs (1998 – 2001)
- De VSB Poëzieprijs (2000)
- De Free Word Award (2003 - 2005)[10]
- De Gedichtendagprijs (2004)
- De Plantage Poëzieprijs (2007)[11]
- De Eline van Haaren-prijs (2008 en 2013).[12]
- De Anna Bijnsprijs Poëzie (2009)